# David Ayala (acteur)
Pour les articles homonymes, voir David Ayala et Ayala.
David Ayala est un acteur, metteur en scène et réalisateur français né le 6 janvier 1969.
Principalement actif au théâtre, il se fait connaître du grand public grâce à des séries comme D'argent et de sang.
En 2024, il est à l'affiche de Miséricorde, ce qui lui vaut une nomination au César du meilleur acteur dans un second rôle.

## Biographie

### Jeunesse et formation
Fils d'une mère vendeuse de fruits et d'un père électricien, David Ayala naît en 1969 dans le sud-est, et passe son enfance et adolescence en Arles. À 13 ans, il découvre le théâtre dans une MJC grâce à une amie.
Il entreprend une licence de lettres modernes à l'Université de Montpellier-Paul-Valéry, avant de se former au théâtre au Conservatoire de Montpellier. Il continue l'apprentissage du théâtre à l'Atelier Jacques Bioulès puis au théâtre École du Passage de Niels Arestrup à Paris.

### Carrière
Dans les années 90, David Ayala joue au théâtre, notamment sous la direction du metteur en scène britannique Dan Jemmett avec qu'il revisite à plusieurs reprises les œuvres de Shakespeare. À Montpellier, il fonde la compagnie La Nuit Remue, et joue à plusieurs reprises sous la conduite de Pierre Pradinas et Jean-Claude Fall. En 2014, il joue dans Le Dernier Jour du jeûne de Simon Abkarian et obtient une nomination au Molière du comédien dans un second rôle.
David Ayala commence à apparaître à la télévision au début des années 2010, enchaînant des petits rôles dans Candice Renoir, Clem ou encore Section de recherches. En 2023, il tient l'un des rôles principaux de la série D'argent et de sang, qui se penche sur la fraude à la TVA sur les quotas de carbone.
Au cinéma, David Ayala tourne notamment pour Vanessa Filho, Mélanie Laurent et Alexandre Astier. En 2024, il interprète Walter dans Miséricorde d'Alain Guiraudie, ce qui lui vaut une nomination au César du meilleur acteur dans un second rôle.
En 2025, il partage à deux reprises l'affiche avec Hélène Vincent, dans On ira et Des femmes comme les autres, et apparaît dans le deuxième volet de l'adaptation cinématographique de Kaamelott. Après une pause de plusieurs années, David Ayala revient sur les planches avec De lumière, une pièce sur la corrida écrite et mise en scène par Jean-Baptiste Tur.

## Filmographie

### Cinéma
- 2004 : À tout de suite de Benoît Jacquot : Georges
- 2012 : Chroniques d'une cour de récré de Brahim Fritah : le maire
- 2015 : Coup de chaud de Raphaël Jacoulot : Thierry Boussou
- 2018 : Gueule d'ange de Vanessa Filho : l'ami de Jean
- 2020 : Sentinelle sud de Mathieu Gerault : Jean-Claude Abraham
- 2020 : Un triomphe d'Emmanuel Courcol : Patrick
- 2021 : Suprêmes d'Audrey Estrougo : Joseph Lopes
- 2021 : Kaamelott : Premier Volet d'Alexandre Astier : Maclou
- 2022 : Jours sauvages de David Lanzmann : Igor
- 2023 : La Banquette arrière de Faramarz Khalaj : David
- 2023 : Voleuses de Mélanie Laurent
- 2024 : Libre de Mélanie Laurent : Belina
- 2024 : L'Amour ouf de Gilles Lellouche : Molosse Ludovic Pierson
- 2024 : Miséricorde d'Alain Guiraudie : Walter
- 2024 : Bergers de Sophie Deraspe : Dudu
- 2024 : Brûle le sang d'Akaki Popkhadze : Dominik
- 2024 : Les Chèvres ! de Fred Cavayé : Lieutenant borgne
- 2024 : Hyacinthe de Bernard Mazauric : Sancho
- 2025 : On ira d'Enya Baroux : Bruno
- 2025 : Ma mère, Dieu et Sylvie Vartan de Ken Scott
- 2025 : Kaamelott : Deuxième volet partie 1 d’Alexandre Astier : Maclou
- 2025 : Des femmes comme les autres de Dominique Cabrera

### Réalisateur et scénariste
- 2023 : Demain nous serons guéris

### Télévision

#### Série télévisées
- 2003: Julie Lescaut : Garnier (saison 5 épisode 9)
- 2015 : Candice Renoir : Stéphane (saison 3, épisode 6)
- 2016 : Cherif : Franck Munoz (saison 3, épisode 10)
- 2016 : Origines : Joseph Augerau (saison 2, épisode 2)
- 2017 : Section de recherches : Patrice Lacombe (saison 11, épisode 7)
- 2018 : Clem : Bruno (saison 8, épisode 6)
- 2018 : Les petits meurtres d'Agatha Christie : Franck Soler (saison 2, épisode 23)
- 2021 : Le Voyageur : Manuel Ruffa (saison 2, épisode 4)
- 2022 : HPI : Marc Maurin (saison 2, épisode 3)
- 2022 : Syndrome E : Dr Maxime Bergeron (4 épisodes)
- 2023 : Lycée Toulouse Lautrec : M. Astir (3 épisodes)
- 2023-2024 : D'argent et de sang : Bouli (mini-série, 12 épisodes)
- 2024 : Fortune de France : Cabusse (6 épisodes)
- 2024 : Zorro : Le père de Nakaï (saison 1, épisode de 1 à 8)
- 2024 : Mercato : Bertrand Passarrelli (saison 1, épisode 5)

#### Téléfilms
- 2022 : L'Histoire d'Annette Zelman de Philippe Le Guay : M. Suzanne
- 2024 : Les Bois assassins d'Anne Fassio : Nathanaël Chazal
- 2024 : Virage de Delphine Lemoine : Santini

## Théâtre
- 2003 : Dog Face, mise en scène Dan Jemmett
- 2004 : Coriolan de William Shakespeare, mise en scène Jean Boillot, Théâtre Gérard Philipe
- 2005 : Toto le Mômo d'Antonin Artaud, Théâtre de la Ville
- 2005 : Fantomas revient d'après Souvestre et Allain, mise en scène Pierre Pradinas, Théâtre de l'Est parisien
- 2006 : Jean la Chance de Bertolt Brecht, mise en scène Jean-Claude Fall, Théâtre des Treize Vents
- 2007 : Maldoror d'après Lautréamont, mise en scène Pierre Pradinas, Théâtre de l'Union
- 2007 : Hedda Gabler d'Henrik Ibsen, mise en scène Richard Brunel, Théâtre de la Colline
- 2008 : Richard III de William Shakespeare, mise en scène Jean-Claude Fall
- 2008 : L'Enfer d'après Dante, mise en scène Pierre Pradinas, Théâtre de l'Union
- 2008 : La Puce à l'oreille de Georges Feydeau, mise en scène Dan Jammett, Théâtre de l'Union
- 2009 : Le Roi Lear de William Shakespeare, mise en scène Jean-Claude Fall, Théâtre des Treize Vents
- 2010 : La Comédie des erreurs de William Shakespeare, mise en scène Dan Jemmett, Théâtre de Vidy
- 2011 : Ubu Roi d'Alfred Jarry, mise en scène Pierre Pradinas, Théâtre de l'Union
- 2012 : Un fil à la patte de Georges Feydeau, mise en scène Jean-Claude Fall, Théâtre Molière (Sète)
- 2013 : La Nuit des Camisards de Lionnel Astier, mise en scène Gilbert Rouvière, Le Cratère
- 2013 : La Carte du Temps de Naomi Wallace, mise en scène Roland Timsit, Théâtre des Halles
- 2014 : Macbeth (The Notes), d'après Macbeth de William Shakespeare, mise en scène Dan Jemmett, Printemps des comédiens
- 2014 : Le Dernier Jour du jeûne de Simon Abkarian, mise en scène de l'auteur, Théâtre du Gymnase (Marseille) puis Théâtre Nanterre-Amandiers
- 2015 : En roue libre de Penelope Skinner, mise en scène Claudia Stavisky, Théâtre des Célestins
- 2016 : Piscine (pas d'eau) de Mark Ravenhill, mise en scène Cécile-Auxire Marmouget, Théâtre des Célestins
- 2016 : Tableau d'une exécution d'Howard Barker, mise en scène Claudia Stavisky, Théâtre des Célestins
- 2017 : Baie des anges de Serge Valletti, mise en scène Hovnatan Avédikian, Festival d'Avignon
- 2017 : Macbeth (The Notes), d'après Macbeth de William Shakespeare, mise en scène Dan Jemmett, Printemps des comédiens
- 2017 : Tableau d'une exécution d'Howard Barker, mise en scène Claudia Stavisky Théâtre du Rond-Point
- 2018 : Macbeth (The Notes), d'après Macbeth de William Shakespeare, mise en scène Dan Jemmett, Printemps des comédiens
- 2018 : Le Dernier Jour du jeûne de Simon Abkarian, mise en scène de l'auteur, Théâtre du Soleil
- 2019 : Macbeth (The Notes), d'après Macbeth de William Shakespeare, mise en scène Dan Jemmett, Lucernaire

- 2019 : Trilogie des regards, de l'amour et des adieux, d'après Mahmoud Darwich, de David Ayala et Bertrand Louis, mise en scène David Ayala, Le Liberté - Scène nationale
- 2019 : Je suis invisible !, d'après Le Songe d'une nuit d'été de William Shakespeare, mise en scène Dan Jemmett, Théâtre de Carouge
- 2019 : Embrasse-moi sur ta tombe de Jean-Daniel Magnin, mise en scène de l'auteur et Maryam Khakipour, Théâtre du Crochetan
- 2019 : Tuez-moi d'Alexandre Tran, Théâtre du Girasole
- 2020 : Le Dernier Jour du jeûne de Simon Abkarian, mise en scène de l'auteur, Théâtre de Paris
- 2021 : Fracasse d'après Théophile Gautier, mise en scène Jean-Christophe Hembert, Festival de Grignan
- 2021 : Baie des anges de Serge Valletti, mise en scène Hovnatan Avédikian, Théâtre du Rond-Point
- 2025 : De lumière de Jean-Baptiste Tur, mise en scène de l'auteur, Théâtre Michel-Galabru

## Distinctions

### Nominations
- Molières 2014 : meilleur comédien dans un second rôle pour Le dernier jour du jeûne
- César 2025 : meilleur acteur dans un second rôle pour Miséricorde